# Convento di Santa Maria in Selva Agostiniano

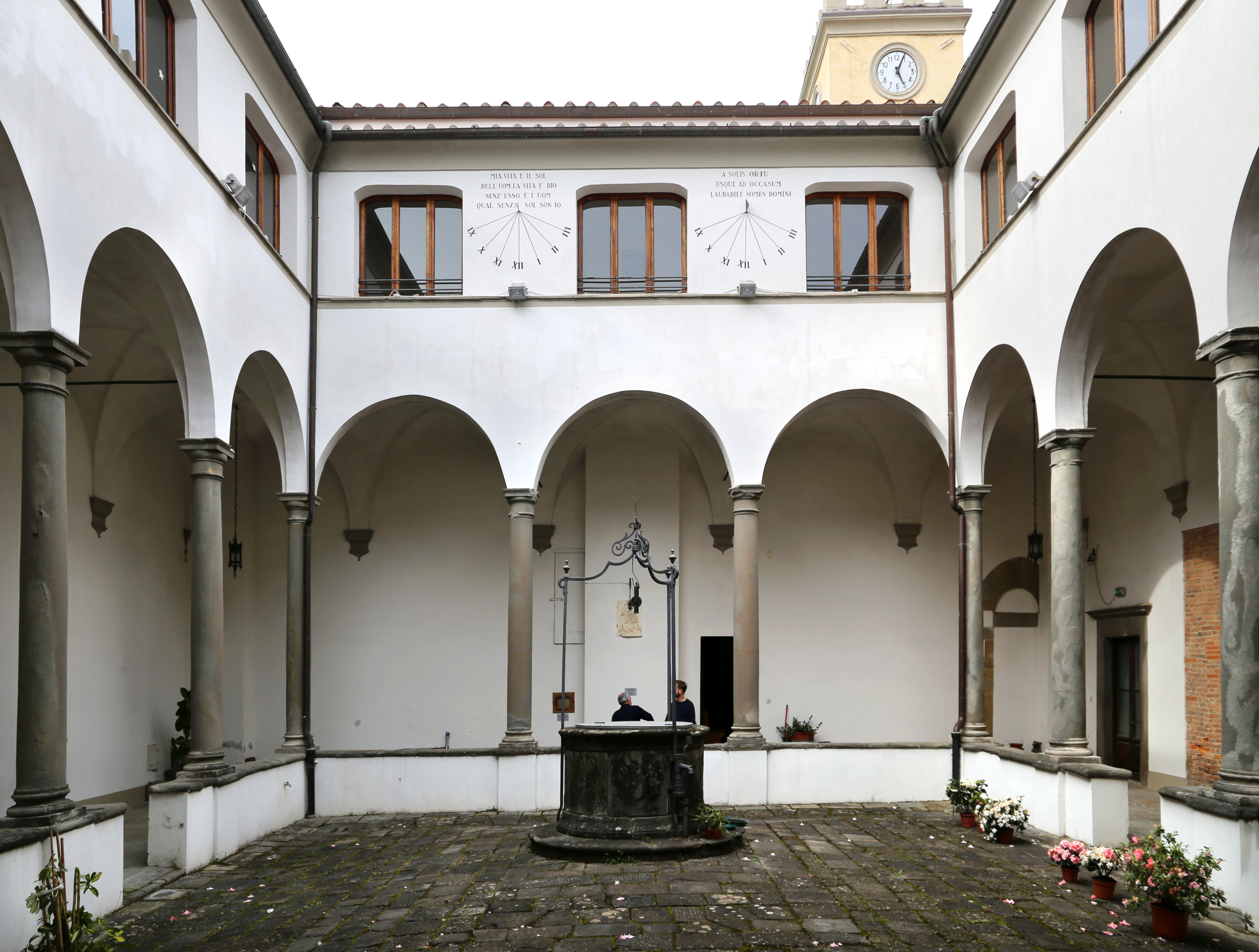
Il chiostro "del Brunelleschi"

La Chiesa e il convento di Santa Maria in Selva si trovano a Borgo a Buggiano, nel comune di Buggiano, e fanno parte della diocesi di Pescia, provincia di Pistoia, regione Toscana. La chiesa è sede parrocchiale.

## Storia e descrizione

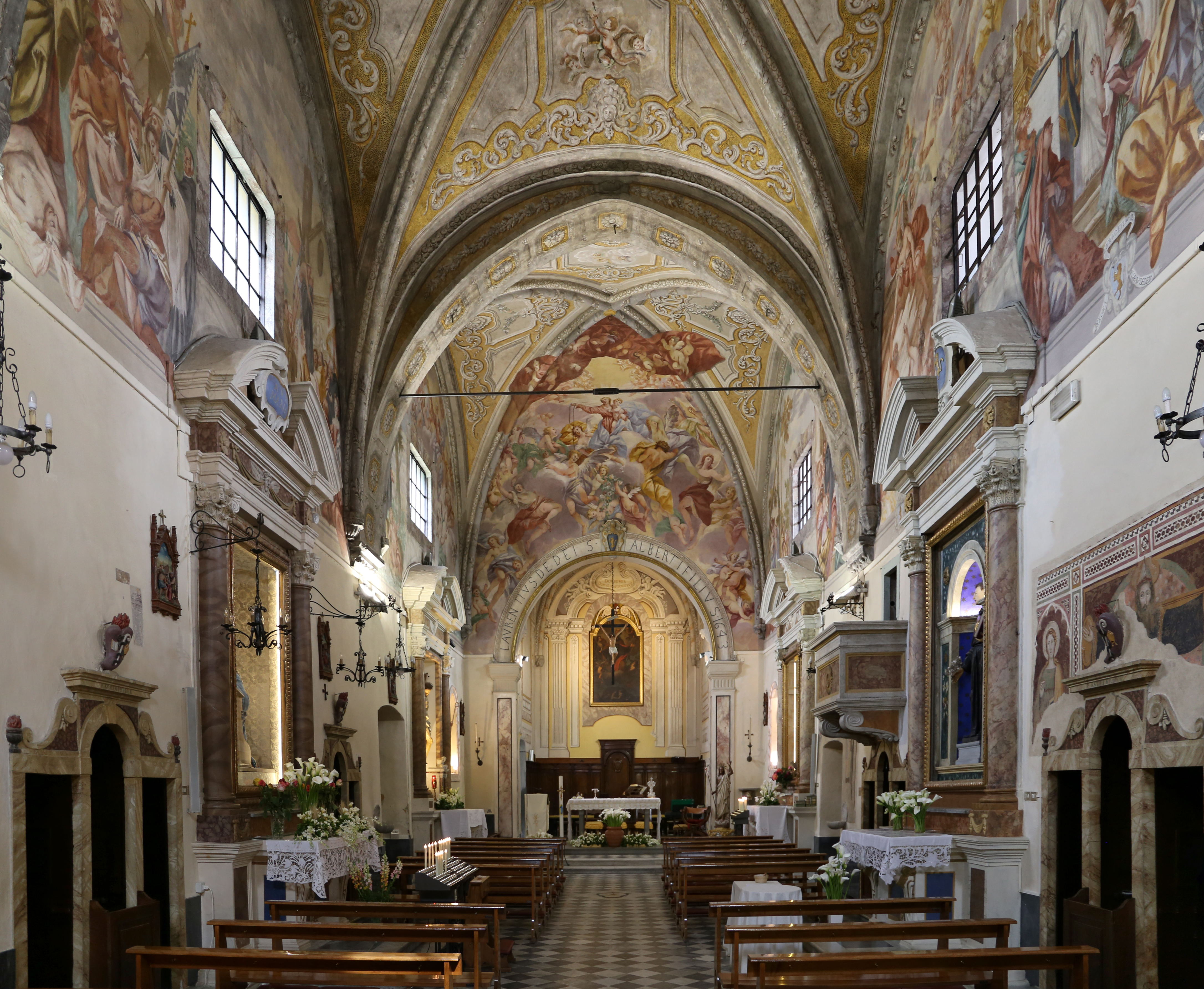
Interno

Il convento fu fondato nel 1272 dall'ordine agostiniano, che scelse una località prossima all'antica strada di collegamento tra Firenze e Lucca. Rimasto indenne alle soppressioni del granduca Pietro Leopoldo, nel 1808 fu chiuso a seguito delle soppressioni napoleoniche. Tra le prime comunità ricostituite su disposizione di papa Pio VII, fu nuovamente soppresso nel 1866, dopo la nascita dello stato unitario e la revoca del riconoscimento giuridico a molti ordini religiosi. Nel 1882 entrò di nuovo in possesso degli agostiniani, che vi attivarono pure un seminario. 
È dotato di un chiostro cinquecentesco con archi a tutto sesto e colonne in pietra serena, detto del Brunelleschi; in realtà, potrebbe trattarsi di una progettazione di Andrea di Lazzaro Cavalcanti, detto il Buggiano. Sulla facciata in mattoni a vista della sala capitolare si trovano eleganti bifore. Sulla facciata della chiesa, lo stemma in pietra dell'ordine agostiniano; l'interno, a una sola navata dalla tipica struttura gotica con volte a crociera, conserva l'aspetto acquisito nel 1643. Fu interamente affrescata da Niccolò Nannetti nella prima metà del XVIII secolo. Sulla parete destra, frammenti di affreschi di scuola toscana dal XV secolo al XVI secolo, raffiguranti il Volto Santo e figure di Santi. Nella controfacciata, la tela Sant’Agostino che trionfa sull’eresia di Innocenzo Ansaldi, realizzata intorno al 1760 - 70.